# Echaz
Die Echaz ist ein etwa 23 km langer Bach im mittleren Baden-Württemberg. Sie entwässert einen Teil des mittleren Albtraufs in der Umgegend der Stadt Reutlingen nach Nordwesten zum oberen Neckar hin, in den sie bei Kirchentellinsfurt von rechts mündet. 

## Name
Der Fluss wird 938 als Achaza erstmals schriftlich erwähnt. Der keltische Name war vermutlich *Akṷantiā, einer nt-Ableitung von indogermanisch *akṷā für 'Wasser' (vgl. Latein Aqua).

## Geographie

### Echazquellen

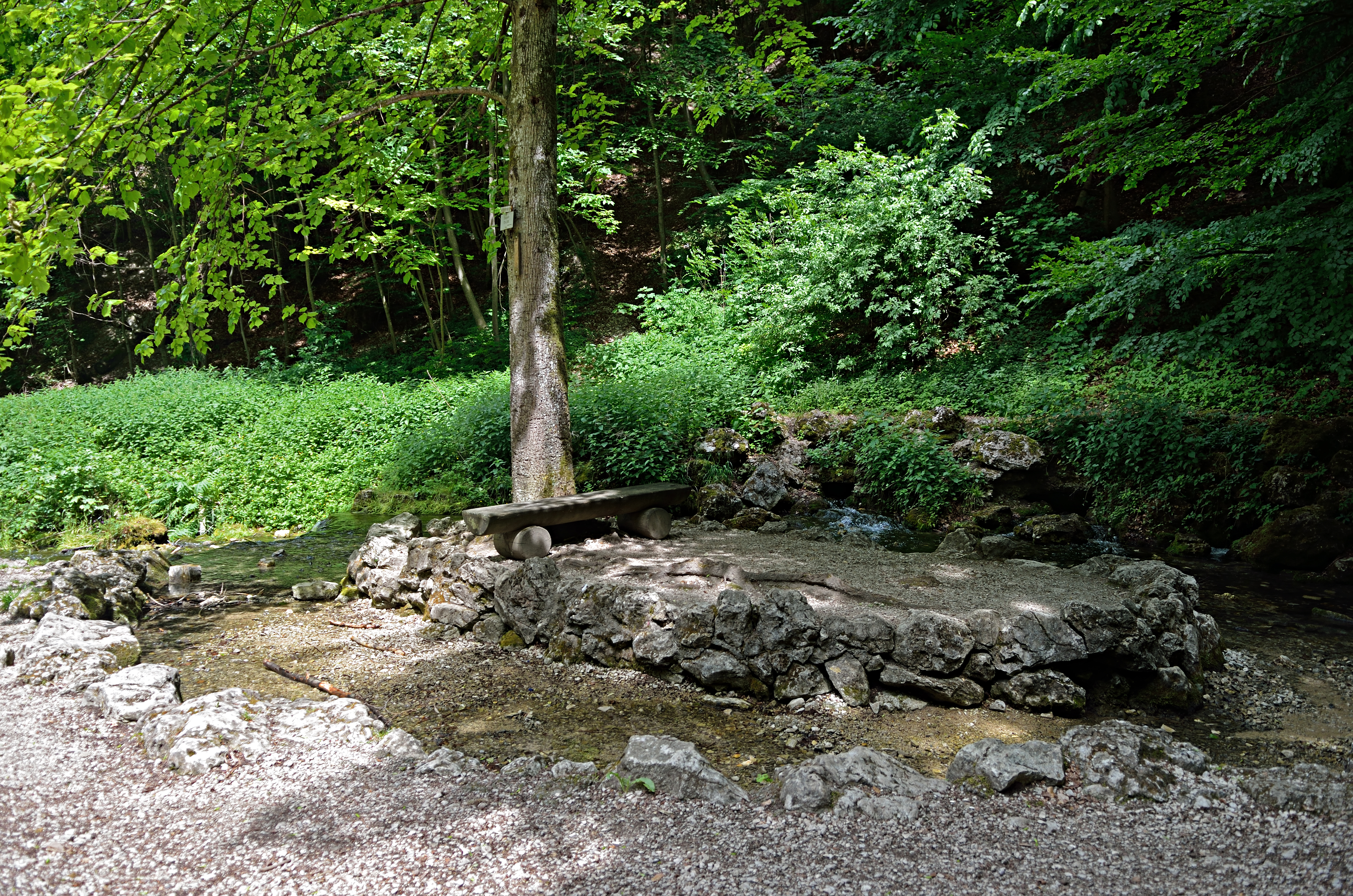
Die unteren Echazquellen

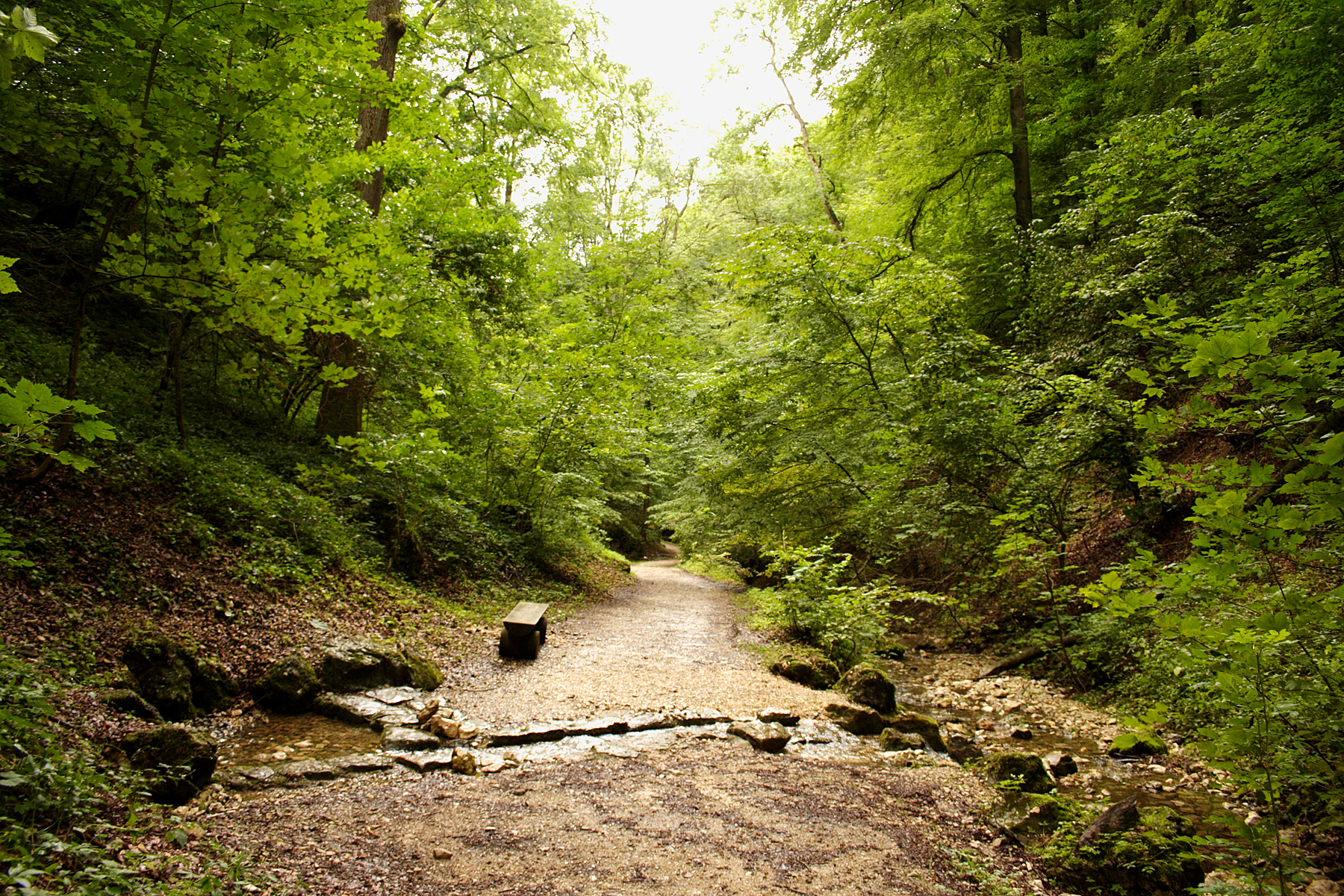
Kleine Karstquelle, kreuzt den Weg im steilen Tobeltal

Der Ursprung der Echaz liegt hart am Albtrauf südlich des Ortsteils Honau der Gemeinde Lichtenstein. Die Echazquellen liegen unterhalb von Schloss Lichtenstein auf einer Höhe von 577 m ü. NHN an der Südostspitze der auskeilenden offenen Flur eines Tales, das sich als bewaldeter und steiler Tobel aufwärts noch fast einen Kilometer weit bis zum Ohafelsen fortsetzt. Der Tobel ist meist trocken. Mehrere sehr kleine Karstquellen können aber bei höherem Karstwasserspiegel aktiv werden.
Diese Karstquellen schütten von 60 l/s bis 2.000 l/s, im Mittel etwa 680 l/s. An mehreren Stellen tritt Wasser aus, das sich im Bachbett sammelt. Ein Großteil des Quellwassers wird jedoch gefasst und nach Aufbereitung in die Trinkwasserversorgung der Region eingespeist, die auch gebietsfremdes Wasser nutzt, etwa vom Bodensee.
Die unteren Echazquellen schütten am stärksten. Sie haben im Karstwasserleiter ein unterirdisches Einzugsgebiet von etwa 90 km², das sich also jenseits der sehr nahen oberirdischen Europäischen Hauptwasserscheide am Albtrauf noch weit südwärts unter der Hochfläche der Schwäbischen Alb fortsetzt.
Die Echazquelle ist unter der Schutzgebietsnummer 841-50920044 als flächenhaftes Naturdenkmal geschützt.

### Verlauf
Die Echaz fließt weiter durch Lichtenstein, den Ortsteil Unterhausen und die Städte Pfullingen und Reutlingen. Dort siedelten sich schon im Mittelalter Handwerksbetriebe an ihren Ufern an, denen ab dem 19. Jahrhundert Industriebetriebe folgten, welche mit ihren Abwässern bis Mitte der 1980er Jahre die Echaz stark belasteten. 
Unterhalb von Wannweil verlässt der Bach den Landkreis Reutlingen und mündet danach bei Kirchentellinsfurt von rechts auf 305,5 m ü. NHN in den Neckar. 
Der Bach hat also auf den etwa 22,8 km Fließstrecke von den Echazquellen bis zur Mündung ein mittleres Sohlgefälle von etwa 12 ‰.

### Zuflüsse
Liste der Zuflüsse von der Quelle zur Mündung. Gewässerlängen in der Regel nach LUBW-FG10 (Datensatzeinträge), Einzugsgebiete entsprechend nach LUBW-GEZG, Seeflächen nach LUBW-SG10, Höhenangaben nach dem Höhenlinienbild auf dem Geodatenviewer. Andere Quellen für die Angaben sind vermerkt.
Oberste mögliche Quelle der Echaz  beim Ohafelsen südlich-unterhalb von Schloss Lichtenstein auf etwa 690 m ü. NHN.
- Langwiesenbach, von links im südlichen Lichtenstein, 1,2 km und 1,9 km².
- Reißenbach, von links in Lichtenstein, 2,3 km und 5,0 km².
- Stahlecker Bach aus dem Zellertal, von rechts am Nordrand von Lichtenstein-Unterhausen, 3,1 km und 8,9 km².
- Heergassenbach, von rechts in Pfullingen in den dortigen Echazkanal, 1,3 km.
- Eierbach, von links am Südrand von Pfullingen, 5,0 km und 12,3 km².
- Arbach, von rechts zwischen Pfullingen und Reutlingen, 6,7 km und 22,1 km².
- Kaibach, von links in Reutlingen-Betzingen, 4,3 km und 5,4 km².
- Leyrenbach, von rechts in Betzingen, 1,2 km.
- Breitenbach, von links in Betzingen, 8,9 km und 16,8 km².
- Ersbergbach, von rechts an der Betzinger Kläranlage, 0,8 km.
- Fallenbach, von rechts vor Wannweil, 0,7 km.
- Firstbach, von links in Wannweil, 7,1 km und 6,8 km².
- Klingwiesenbach, von rechts in Wannweil, 1,5 km und 1,0 km².
- Heckbach, von links in Wannweil, 4,9 km und 13,2 km².
- Schützenhausgraben, von rechts im Norden Wannweils, 0,7 km.
- Waldrandbächle, von rechts im Norden Wannweils, 0,3 km.
- Grenzgraben, von rechts an der Gemeindegrenze zu Kirchentellinsfurt, 1,0 km.

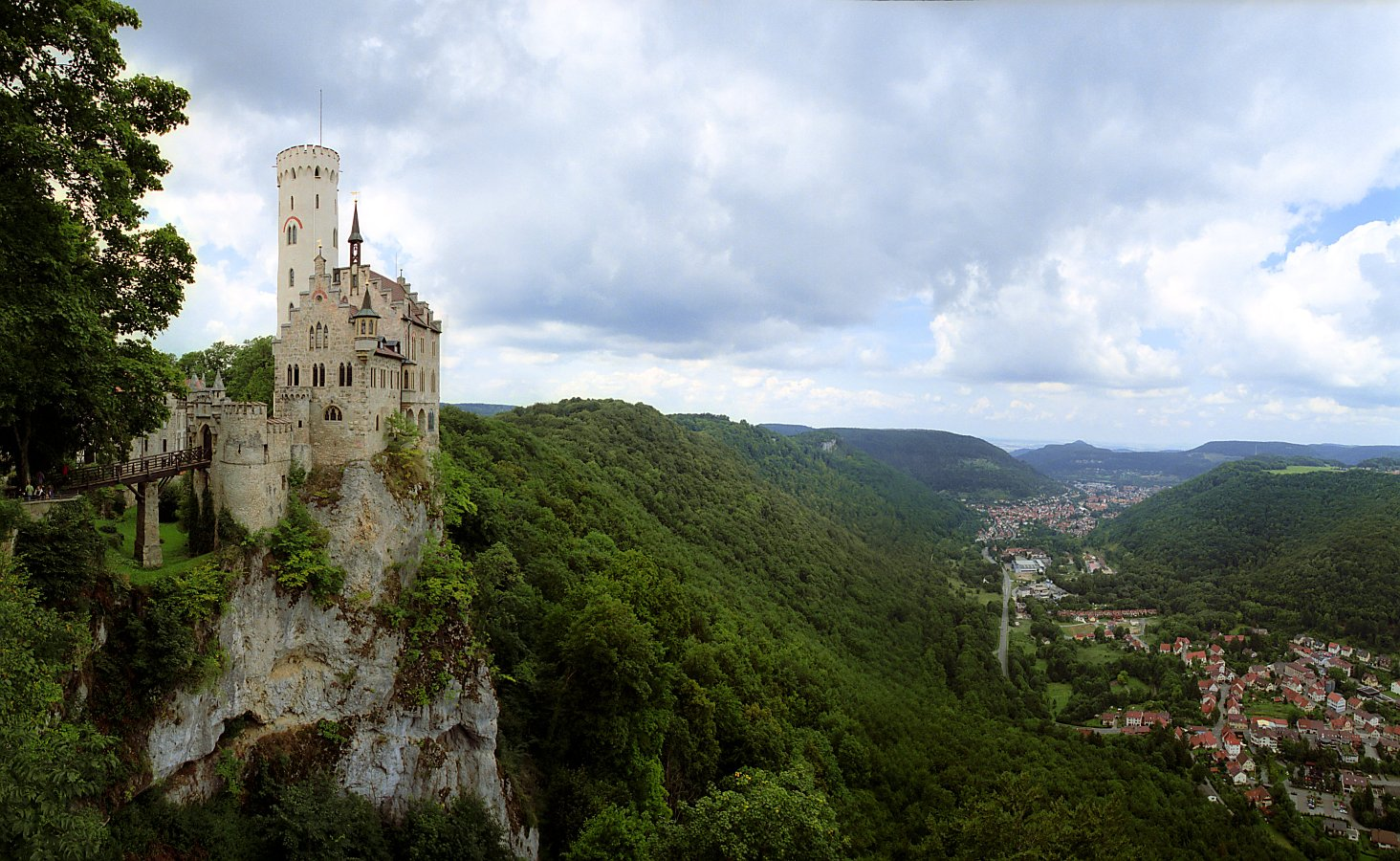
Blick vom Albtrauf nach Norden über das obere Echaztal und die Gemeinde Lichtenstein mit den Ortsteilen Honau – im Bild rechts unten – und Unterhausen im Hintergrund, links das Schloss Lichtenstein (August 2008)
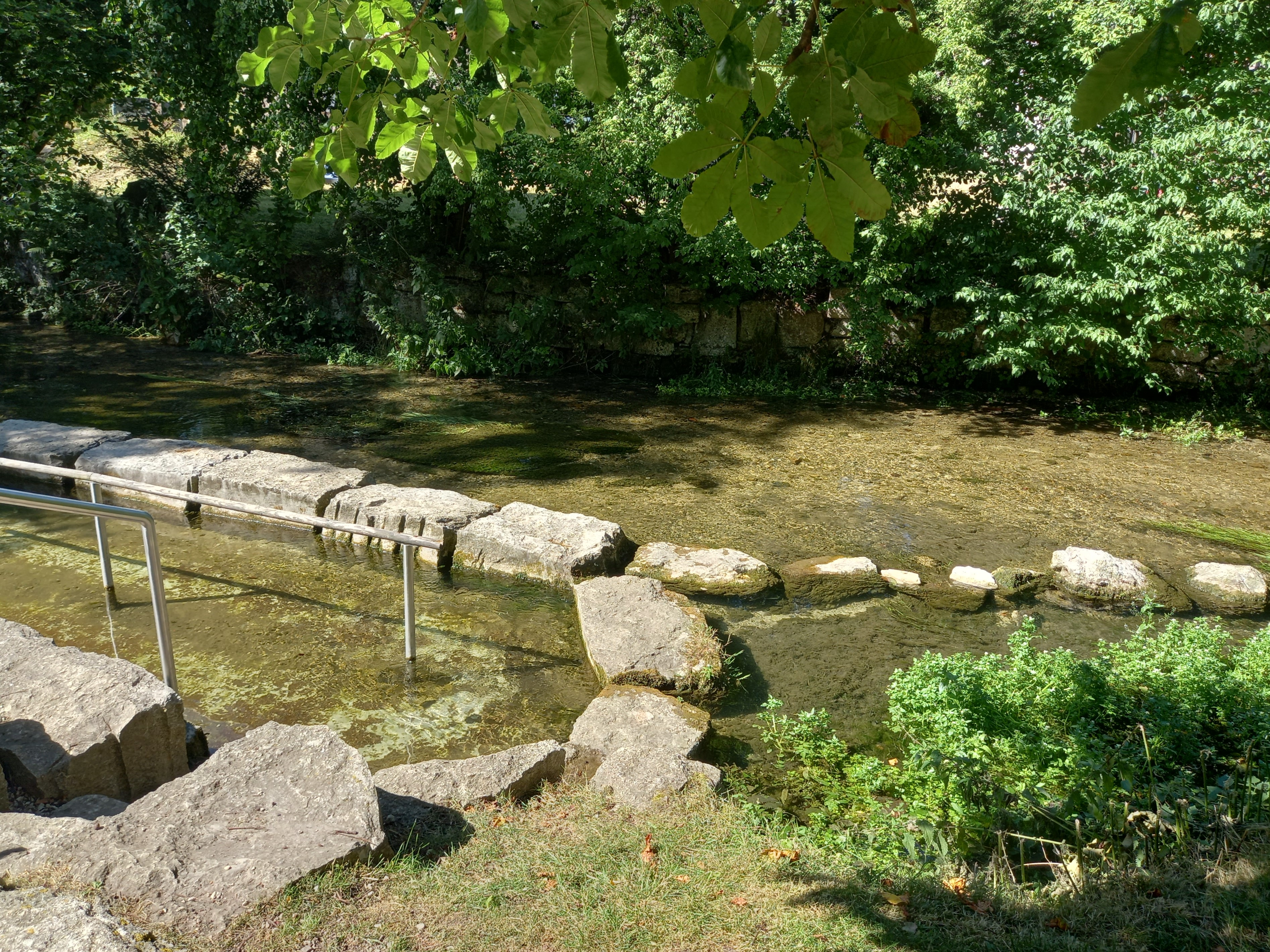
Unweit der Quelle ist in Honau eine Kneipp-Anlage in die Echaz eingebaut.
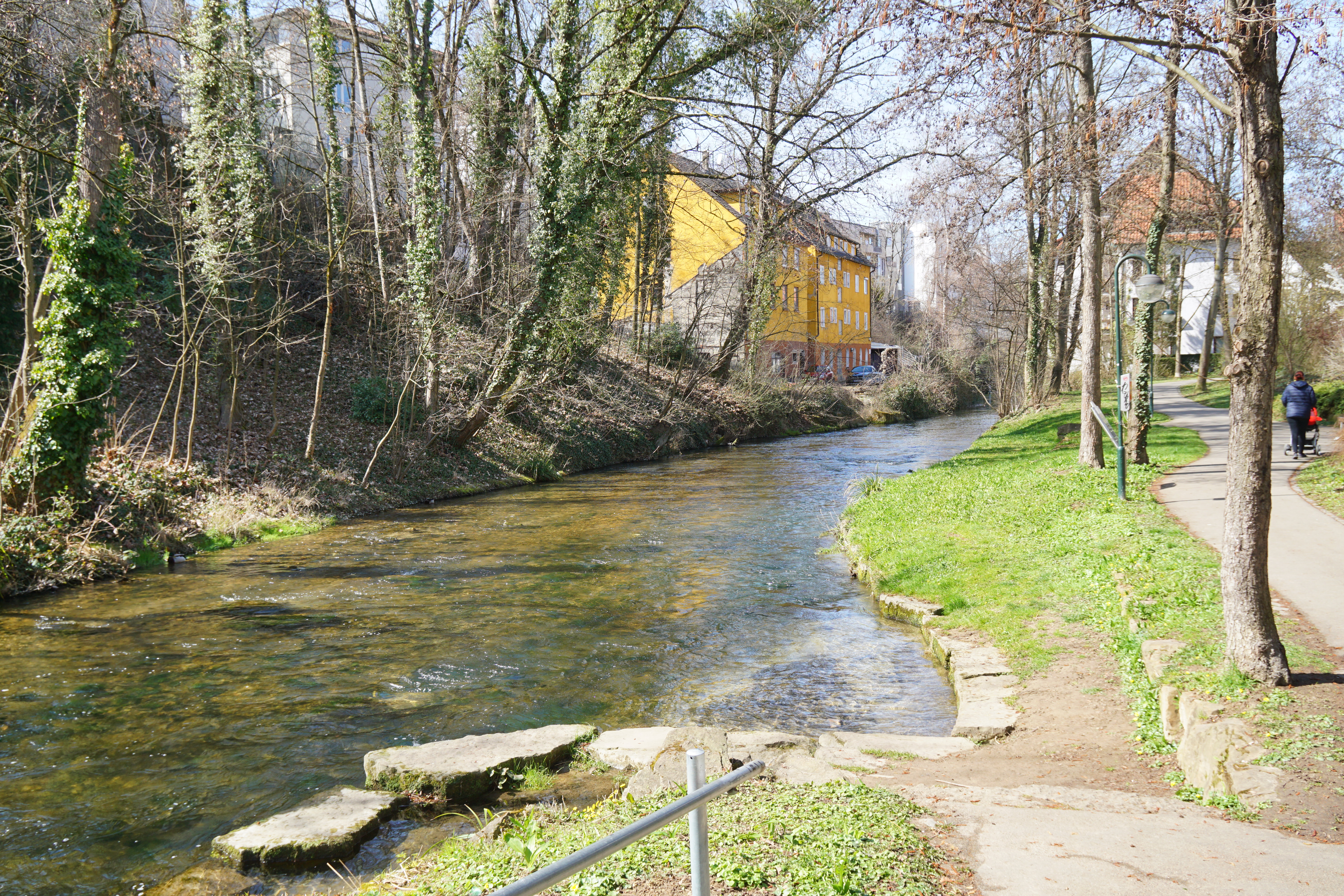
Echaz in Reutlingen
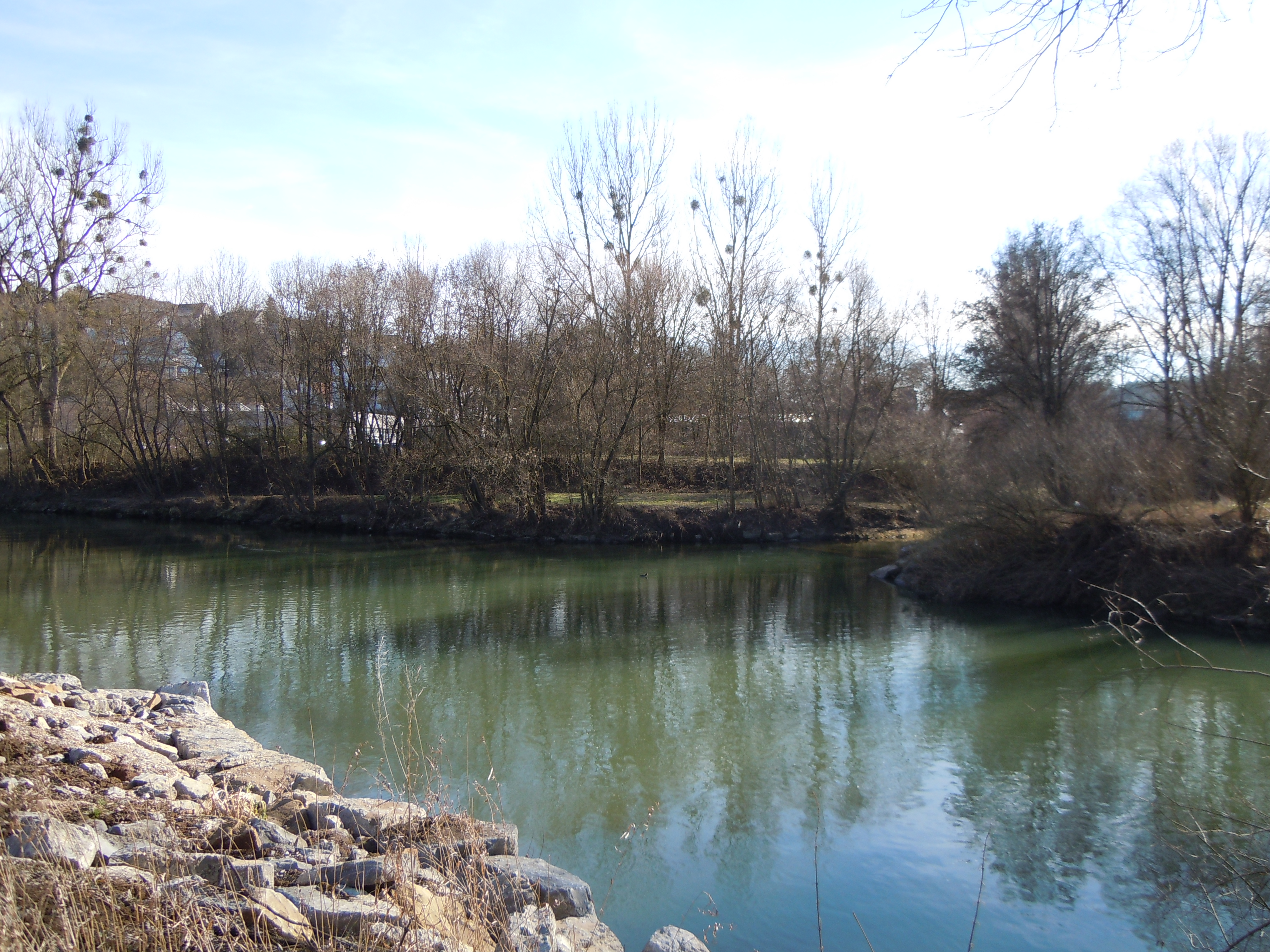
Mündung der Echaz am Westrand von Kirchentellinsfurt auf 305,5 m ü. NHN. Das Gewässer ist hier vom Ohafelsen an 23,8 km lang und hat ein 135,6 km² großes Einzugsgebiet.

## Hochwasser 2013
Von der Hochwasserkatastrophe 2013 in Mitteleuropa waren nach lang andauernden Regenfällen Ende Mai und Anfang Juni auch die Ortschaften des oberen Echaztals zwischen Lichtenstein und Reutlingen betroffen.

## Nutzung
Die Kraft des Echazwassers wird auch heute noch zur Stromerzeugung genutzt, teils mit historischen Anlagen wie der Baumannschen Mühle in Pfullingen mit Strom für bis zu 40 Haushalte, teilweise sogar mit modernen, neugebauten Anlagen wie am Reutlinger ZOB (Strom für 30 Haushalte). In Pfullingen waren im 19. Jahrhundert bis zu 34 Wasserantriebe im Einsatz, in Reutlingen 27.
Schon früh wurde an der Echaz Fischzucht betrieben. So steht etwa die urkundliche Ersterwähnung von Honau im Zusammenhang mit Fischereirechten. Auch heute noch ist Honau weithin für seine Gaststätten mit Forellenspezialitäten bekannt.

## Themenpfade
In Pfullingen wurde 2005 der Wassererlebnispfad Echaz eingerichtet, in Reutlingen gibt es schon seit einigen Jahren den Echaz-Uferpfad, die sich beide mit Ökologie und Geologie des Flusses beschäftigen. In Betzingen lohnt sich ein Blick auf das Schneckenpflaster im Echazbett beim neuen Schulhaus.

### LUBW
Amtliche Online-Gewässerkarte mit passendem Ausschnitt und den hier benutzten Layern: Lauf und Einzugsgebiet der Echaz

Allgemeiner Einstieg ohne Voreinstellungen und Layer: Daten- und Kartendienst der Landesanstalt für Umwelt Baden-Württemberg (LUBW) (Hinweise)
1. 1 2  Höhe nach dem Höhenlinienbild auf dem Hintergrundlayer Topographische Karte.
2. ↑  Höhe nach blauer Beschriftung auf dem Hintergrundlayer Topographische Karte.
3. ↑  Länge nach dem Layer Gewässernetz (AWGN), vermindert um das auf dem Hintergrundlayer Topographische Karte abgemessene kurze Anfangsstück vom Ohafels bis zu den Echazquellen.
4. ↑  Länge nach dem Layer Gewässernetz (AWGN).
5. ↑  Einzugsgebiet aufsummiert aus den Teileinzugsgebieten nach dem Layer Basiseinzugsgebiet (AWGN).

### Andere Belege
1. ↑  Friedrich Huttenlocher, Hansjörg Dongus: Geographische Landesaufnahme: Die naturräumlichen Einheiten auf Blatt 170 Stuttgart. Bundesanstalt für Landeskunde, Bad Godesberg 1949, überarbeitet 1967. → Online-Karte (PDF; 4,0 MB)
2. ↑  Friedrich Huttenlocher: Geographische Landesaufnahme: Die naturräumlichen Einheiten auf Blatt 178 Sigmaringen. Bundesanstalt für Landeskunde, Bad Godesberg 1959. → Online-Karte (PDF; 4,3 MB)
3. ↑  Hochwasservorhersagezentrale, Landesanstalt für Umwelt Baden-Württemberg (Übernommen am 04.03.2019)
4. ↑  Albrecht Greule: Deutsches Gewässernamenbuch. Walter de Gruyter, Berlin / Boston 2014, ISBN 978-3-11-057891-1, S. 111, „Echaz“ (Auszug in der Google-Buchsuche).
5. ↑  Echaztal: Hallen und Gemeindehaus überschwemmt, Bericht des Reutlinger General-Anzeiger zum Echaz-Hochwasser 2013 vom 2. Juni 2013